# Sigma 6
Sigma 6 è stato un gruppo musicale attivo, anche con altri nomi, fra il 1963 e il 1965, fondato da Roger Waters insieme a Richard Wright e Nick Mason, embrione di quello che poi sarebbero  diventati i Pink Floyd. 

## Storia
Roger Waters, Richard Wright e Nick Mason erano studenti di architettura presso il Regent Street Polytechnic; nel 1963 formarono un gruppo musicale chiamato Sigma 6 con una formazione variabile con Waters alla chitarra, Wright al piano, Mason alla batteria, Clive Metcalfe al basso e Vernon Thompson alla chitarra; a questi si aggiunsero Keith e Sheila Noble e la fidanzata di Wright, Juliette Gale, come cantanti; il gruppo iniziò suonando cover dei Beatles e della Motown alle feste da ballo pomeridiane del venerdì nel campus universitario. Il loro primo concerto fu al Marquee Club per le riprese di un film scolastico. Il gruppo comparve anche sulla copertina di una rivista studentesca del politecnico, il West One, citati in un articolo intitolato "Architectural Abdabs", cosa poi che portò all'errata interpretazione che fosse il nome del gruppo.
A essi si aggiunsero poi i chitarristi Syd Barrett e Bob Klose e il gruppo si fece chiamare per breve tempo Spectrum 5; altri nomi con cui il gruppo era noto furono Meggadeaths, Tea Set, The Screaming Abdabs e The Abdabs; Barrett in quel periodo suonava il basso ma quando entrò nel gruppo, dato che c'era già Waters come bassista, si comprò una chitarra e così iniziarono a esibirsi in pubblico. Il gruppo suonava in un appartamento in affitto di proprietà di un docente del Hornsey College of Art, Mike Leonard, il quale gli permetteva anche di suonare nel proprio salotto tanto che la band prese a chiamarsi Leonard's Lodgers (gli inquilini di Leonard). Wright per qualche tempo fu fuori dal gruppo dopo che venne espulso dal politecnico e si prese una lunga vacanza in Grecia; venne proposto allo stesso Leonard di sostituirlo all'organo e per qualche tempo fece quindi parte del gruppo ma, come ricordato poi da Mason, non veniva chiamato a fare i concerti perché ritenuto troppo vecchio; alla fine venne estromesso gradualmente dal gruppo incominciando a suonare al politecnico invece che a casa sua in modo che Wright, che nel frattempo era tornato, potesse riprendere il suo posto.
Al gruppo mancava un frontman e per questo, durante le vacanze di Natale, fu chiesto a Barrett di contattare Geoff Mott, un suo amico con la quale aveva avuto precedenti esperienze musicali; Mott però rifiutò la proposta perché il gruppo aveva pochi ingaggi e l'offerta non gli sembrava quindi invitante; poco dopo Waters e Klose incontrarono Chris Dennis, una conoscenza dei tempi di Cambridge che si era arruolato nella Royal Air Force in una base militare vicino a Londra; questi, che aveva avuto esperienze musicali in una band di Cambridge, voleva riprendere l'attività musicale ed entrò nel gruppo. Fu tra l'altro in questo periodo che Barrett propose il nome Pink Floyd (dal nome di due bluesman della Georgia, Pink Anderson e Floyd Council) che, in assenza di valide alternative, venne accettato dagli altri membri nella versione "The Pink Floyd Blues Band". Dopo però pochi concerti, a fine gennaio del 1965, Dennis venne inviato nel Golfo Persico e Barrett fu costretto, in assenza di alternative, a divenire controvoglia il nuovo cantante. Poco dopo, per divergenze stilistiche e personali con Barrett anche Klose lasciò il gruppo nell'estate del 1965; come ricordato da Wright, prima dell'arrivo di Barrett il gruppo suonava classici R&B, cosa che a lui non piaceva molto in quanto preferiva il jazz; con Barrett si intraprese invece un percorso sperimentale con chitarra e tastiere con Waters che incominciò a suonare il basso come uno strumento solista. Fino alla fine del 1966 il gruppo rimase un'esperienza amatoriale di un gruppo di studenti.

## Formazione

### Sigma 6
Prima formazione
- Roger Waters – chitarra solista
- Nick Mason – batteria
- Richard Wright – chitarra ritmica
- Clive Metcalfe – basso
- Keith Noble – voce
- Sheila Noble – voce

### The Abdabs
- Roger Waters – chitarra solista, basso
- Nick Mason – batteria
- Richard Wright – pianoforte, trombone, chitarra ritmica
- Vernon Thompson – chitarra ritmica e solista
- Clive Metcalfe – basso, chitarra solista e ritmica
- Keith Noble – voce
- Juliette Gale – voce